# بخش مرکزی شهرستان بهمئی
بخش مرکزی یکی از بخشهای شهرستان بهمئی در استان کهگیلویه و بویراحمد ایران است.

## تقسیمات کشوری
- بخش مرکزی شهرستان بهمئی
  - دهستان بهمئی گرمسیری جنوبی
  - دهستان کفشکنان

شهر: لیکک

## جمعیت
براساس سرشماری عمومی نفوس مسکن در سال ۱۳۹۵، جمعیت بخش مرکزی شهرستان بهمئی برابر با ۲۸٬۳۲۴ نفر بوده است.